# Aeropus al II-lea al Macedoniei
Aeropus al II-lea al Macedoniei (în greacă: Ἀέροπος Β ὁ Μακεδών), a fost rege al Macedoniei, tutore al lui Oreste, fiul lui Archelaus I, a domnit aproape șase ani de la 399 î.Hr..
Primii patru ani din acest timp a domnit împreună cu Oreste, iar restul singur. După aceasta el a domnit sub noul său nume de "Archelaus al II-lea". El a fost succedat de fiul său Pausanias. 